# (844) Leontina
(844) Leontina ist ein Asteroid des Hauptgürtels, der am 1. Oktober 1916 vom österreichischen Astronomen Joseph Rheden in Wien entdeckt wurde.
Der Name des Asteroiden ist abgeleitet von einer altertümlichen Bezeichnung für die österreichische Stadt Lienz.